# Explosão do Hotel Saratoga
Em 6 de maio de 2022, o Hotel Saratoga, um luxuoso hotel de arquitetura neoclássica de cinco andares no município de Havana Velha de La Habana, Cuba, sofreu uma suspeita de explosão de vazamento de gás que danificou grandes porções do edifício, bem como a infraestrutura do entorno. 46 pessoas morreram e 53 ficaram feridas. O hotel estava passando por reformas e não havia hóspedes; no entanto, havia cinquenta e um trabalhadores no interior.

## Antecedentes
O histórico cinco estrelas Hotel Saratoga está localizado no cruzamento do Paseo del Prado e Dragones, na capital cubana, em frente à Fuente de la India. O prédio que se tornou o hotel era inicialmente de três andares e construído com um armazém de tabaco no térreo, apartamentos no segundo e quartos de hotel no terceiro andar em 1880. O edifício foi encomendado pelo rico comerciante espanhol Eugenio Palacios em 1879 e foi localizado pela primeira vez na Rua do Monte. A localização central do edifício tornou-o um favorito entre os visitantes internacionais e, em 1933, o edifício foi remodelado como hotel e mudou-se para a sua localização atual.
Na década de 1960, após a Revolução Cubana, o hotel foi nacionalizado pelo novo governo comunista e mais tarde tornou-se uma unidade habitacional de classe baixa, antes de ser fechado devido às suas condições deploráveis. Em 1996, o edifício foi transferido para uma empresa de joint venture recém-criada, Hotel Saratoga S.A., de co-propriedade da Habaguanex S.A., o braço comercial do Gabinete do Historiador da Cidade, e uma confederação internacional de investidores. A maior parte do edifício original foi então demolida, deixando apenas a fachada nas duas frentes. O edifício foi reconstruído com sete andares e dois subsolos e foi reaberto em 2005.
O hotel costumava receber políticos e celebridades internacionais de destaque, mas o setor de turismo vital do país vinha enfrentando dificuldades devido ao efeito da pandemia de COVID-19 nas viagens nacionais e internacionais. Na época, o prédio estava passando por reformas e habitado inteiramente por trabalhadores, dos quais cinquenta e um estavam no interior no momento. O hotel estava programado para reabrir em 10 de maio de 2022.

## Explosão
O hotel foi atingido por uma suspeita de explosão de gás de um vazamento de gás. A explosão destruiu partes inteiras do edifício e danificou edifícios próximos, como El Capitolio, Teatro Martí e a Igreja Batista do Calvário. A fachada do prédio foi quase totalmente destruída, e partes dela desabaram na rua, esmagando carros e pessoas, além de lançar destroços pelo ar. Como nem todo o edifício foi destruído, os quartos restantes podiam ser vistos danificados da rua.

## Casualidades
Em 15 de maio, 99 pessoas foram relatadas como feridas, das quais 12 foram hospitalizadas, 41 pacientes receberam alta e 46 morreram. Todos, exceto um dos mortos, eram cidadãos cubanos, enquanto o outro era uma turista espanhola. Entre os mortos estavam quatro adolescentes, uma mulher grávida e uma criança. Em 10 de maio, foi relatado que 23 das 51 pessoas que trabalhavam no hotel no momento foram mortas e três trabalhadores permaneceram desaparecidos.

## Rescaldo
Equipes de emergência de Cuba e organizações como a Cruz Vermelha trabalharam para escavar o local, localizar sobreviventes e recuperar corpos. O presidente cubano Miguel Díaz-Canel visitou o local no mesmo dia da explosão e visitou sobreviventes no Hospital Hermanos Ameijeiras, onde algumas vítimas da explosão foram levadas para tratamento. Mensagens de apoio vieram de figuras como Marcelo Ebrard, o ministro mexicano das relações exteriores, e a rainha Elizabeth II do Reino Unido.
O Primeiro Secretário do Partido Comunista de Cuba disse que 38 casas foram afetadas e que o prédio vizinho será demolido.
Em 13 de maio de 2022, as autoridades cubanas concluíram sua busca e resgate e todas as operações no local. O presidente cubano anunciou um período oficial de luto das 06h00 do dia 13 de maio às 12h00 da noite do dia 14 de maio.